# Thallophaga nigroseriata
Thallophaga nigroseriata là một loài bướm đêm trong họ Geometridae.